# Futebol nos Jogos Olímpicos de Verão de 2020 - Masculino
O torneio masculino de futebol nos Jogos Olímpicos de Verão de 2020 ocorreu entre 22 de julho e 7 de agosto de 2021. Originalmente, esta competição estava prevista para ser realizada de 23 de julho a 8 de agosto de 2020, mas esta edição dos Jogos Olímpicos foram adiados para o ano de 2021 devido à pandemia de COVID-19. Foi a vigésima sétima edição do futebol masculino nos Jogos Olímpicos. As partidas foram realizadas em seis estádios, divididos em seis cidades no Japão, incluindo a cidade-sede dos Jogos Olímpicos, Tóquio, com o Estádio Internacional de Yokohama sediando a disputa pela medalha de ouro. Um total de 16 equipes se classificaram para competir no evento, sendo divididas em quatro grupos de quatro equipes cada para a disputa da primeira fase. Duas seleções de cada grupo avançaram à segunda fase, onde a disputa passou a ser eliminatória, compreendendo as quartas de final, semifinal e final.
Diferentemente do que ocorre desde a edição de Barcelona 1992, onde somente jogadores com menos de 23 anos puderam representar seus países no torneio olímpico de futebol (com exceção de três jogadores acima desta idade), por conta do adiamento dos Jogos em um ano, o Comitê Olímpico Internacional permitiu a participação de jogadores com até 24 anos de idade (nascidos em ou após 1 de janeiro de 1997), com um máximo de três jogadores maiores do que essa idade.
O Brasil conquistou o seu segundo título seguido na competição em sua terceira final consecutiva da história olímpica, além de se tornar o sexto multicampeão olímpico e o quinto bicampeão consecutivo, se juntando a Argentina (2004 e 2008), Hungria (1964 e 1968), Uruguai (1924 e 1928) e Grã-Bretanha (1908 e 1912). A Espanha ficou com a medalha de prata ao ser derrotada na prorrogação. Os espanhóis não participavam de uma final olímpica desde 2000, quando foram derrotados por Camarões. México e Japão decidiram a medalha de bronze, como ocorrera em 1968 com uma vitória japonesa, dessa vez com vitórias dos mexicanos no que foi a segunda medalha do país no futebol olímpico.

## Medalhistas
|  | BRA Brasil |  | ESP Espanha |  | MEX México |
|  | Santos Gabriel Menino Diego Carlos Ricardo Graça Douglas Luiz Guilherme Arana Paulinho Bruno Guimarães Matheus Cunha Richarlison Antony Brenno Daniel Alves Bruno Fuchs Nino Abner Malcom Matheus Henrique Reinier Claudinho Gabriel Martinelli Lucão |  | Unai Simón Óscar Mingueza Marc Cucurella Pau Torres Jesús Vallejo Martín Zubimendi Marco Asensio Mikel Merino Rafa Mir Dani Ceballos Mikel Oyarzabal Eric García Álvaro Fernández Carlos Soler Jon Moncayola Pedri Javi Puado Óscar Gil Dani Olmo Juan Miranda Bryan Gil Iván Villar |  | Luis Malagón Jorge Sánchez César Montes Jesús Angulo Johan Vásquez Vladimir Loroña Luis Romo Carlos Rodríguez Henry Martín Diego Lainez Alexis Vega Adrián Mora Guillermo Ochoa Érick Aguirre Uriel Antuna José Joaquín Esquivel Sebastián Córdova Eduardo Aguirre Ricardo Angulo Fernando Beltrán Roberto Alvarado Sebastián Jurado |

## Calendário
| G | Fase de grupos | QF | Quartas de final | SF | Semifinais | B | Disputa pelo bronze | F | Final |

| DataEvento | Qua 21 jul | Qui 22 jul | Sex 23 jul | Sáb 24 jul | Dom 25 jul | Seg 26 jul | Ter 27 jul | Qua 28 jul | Qui 29 jul | Sex 30 jul | Sáb 31 jul | Dom 1 ago | Seg 2 ago | Ter 3 ago | Qua 4 ago | Qui 5 ago | Sex 6 ago | Sáb 7 ago |
| ---------- | ---------- | ---------- | ---------- | ---------- | ---------- | ---------- | ---------- | ---------- | ---------- | ---------- | ---------- | --------- | --------- | --------- | --------- | --------- | --------- | --------- |
| Masculino  |            | G          |            |            | G          |            |            | G          |            |            | QF         |           |           | SF        |           |           | B         | F         |

## Qualificação
| Método                                    | Data                                   | Local               | Vagas | Classificado                           |
| ----------------------------------------- | -------------------------------------- | ------------------- | ----- | -------------------------------------- |
| País sede                                 | —                                      | —                   | 1     | Japão                                  |
| Campeonato Europeu Sub-21 de 2019         | 16–30 de junho de 2019                 | Itália · San Marino | 4     | França Alemanha Romênia Espanha        |
| Pré-Olímpico da OFC Sub-23 de 2019        | 21 de setembro – 5 de outubro de 2019  | Fiji                | 1     | Nova Zelândia                          |
| Campeonato Africano Sub-23 de 2019        | 8–22 de novembro de 2019               | Egito               | 3     | Egito Costa do Marfim Camarões         |
| Campeonato Asiático Sub-23 de 2020        | 8–26 de janeiro de 2020                | Tailândia           | 3     | Austrália Arábia Saudita Coreia do Sul |
| Pré-Olímpico Sul-Americano Sub-23 de 2020 | 18 de janeiro – 9 de fevereiro de 2020 | Colômbia            | 2     | Argentina Brasil                       |
| Pré-Olímpico da CONCACAF Sub-23 de 2020   | 18–30 de março de 2021                 | México              | 2     | Honduras México                        |

## Sedes
Seis estádios foram utilizados durante a competição:
- Estádio Kashima, Kashima, Ibaraki
- Estádio de Miyagi, Rifu, Miyagi
- Estádio Saitama 2002, Saitama, Saitama
- Sapporo Dome, Sapporo, Hokkaido
- Estádio de Tóquio, Chofu, Tóquio
- Estádio Internacional de Yokohama, Yokohama, Kanagawa

Devido a pandemia de COVID-19 no Japão, a maioria das partidas foi realizada com portões fechados e sem a presença de espectadores. Apenas no Estádio de Miyagi foi permitido uma presença limitada de público e no Estádio Kashima foi permitido a presença de estudantes locais, não contando com o público em geral.

## Formato
As 16 equipes participantes foram divididas em quatro grupos de quatro equipes. Os dois primeiros colocados de cada um avançam para as quartas de final,  onde foi seguido o sistema eliminatório até a definição das medalhas.

## Sorteio
O sorteio foi realizado em 21 de abril de 2021 na sede da FIFA, em Zurique, Suíça.
| Pote 1 | Pote 2                                   | Pote 3                                                    | Pote 4                                          |
| --- | ---------------------------------------- | --------------------------------------------------------- | ----------------------------------------------- |
| - Japão (cabeça de chave, A) - Brasil (cabeça de chave) - Argentina (cabeça de chave) - Coreia do Sul (cabeça de chave) | - México - Alemanha - Honduras - Espanha | - Egito - Nova Zelândia - Costa do Marfim - África do Sul | - Arábia Saudita - Austrália - França - Romênia |

## Arbitragem
Esta é a lista de árbitros e assistentes que atuaram no torneio:
| Confederação | Árbitros                  | Assistentes                                | Árbitros de vídeo | Árbitros reservas   |
| ------------ | ------------------------- | ------------------------------------------ | --- | ------------------- |
| AFC          | AUS Chris Beath           | AUS Anton Shechetinin AUS George Lakrindis | QAT Abdulla Al-Marri SGP Muhammad Taqi CHN Fu Ming | JPN Hiroyuki Kimura |
| AFC          | JOR Adham Makhadmeh       | JOR Ahmad Al-Roalle JOR Mohammad Al-Kalaf  | QAT Abdulla Al-Marri SGP Muhammad Taqi CHN Fu Ming | JPN Hiroyuki Kimura |
| CAF          | RSA Victor Gomes          | LES Souru Phatsoane MOZ Arsenio Marengula  | EGY Mahmoud Mohamed Ashour MAR Adil Zourak | MTN Dahane Beida    |
| CAF          | ETH Bamlak Tessema Weyesa | SDN Mohammed Ibrahim KEN Gilbert Cheruiyot | EGY Mahmoud Mohamed Ashour MAR Adil Zourak | MTN Dahane Beida    |
| CONCACAF     | ESA Iván Barton           | ESA David Morán SUR Zachari Zeegelaar      | USA Edvin Jurisevic MEX Erick Miranda USA Chris Penso |                     |
| CONCACAF     | USA Ismail Elfath         | USA Kyle Atkins USA Corey Parker           | USA Edvin Jurisevic MEX Erick Miranda USA Chris Penso |                     |
| CONMEBOL     | URU Leodán González       | URU Richard Trinidad URU Nicolás Taran     | URU Andrés Cunha COL Nicolás Gallo BRA Wagner Reway ARG Mauro Vigliano                                                                                                   |                     |
| CONMEBOL     | PER Kevin Ortega          | PER Jesús Sánchez PER Michael Orué         | URU Andrés Cunha COL Nicolás Gallo BRA Wagner Reway ARG Mauro Vigliano                                                                                                   |                     |
| CONMEBOL     | VEN Jesús Valenzuela      | VEN Tulio Moreno VEN Lubin Torrealba       | URU Andrés Cunha COL Nicolás Gallo BRA Wagner Reway ARG Mauro Vigliano                                                                                                   |                     |
| OFC          | NZL Matthew Conger        | NZL Mark Rule TGA Tevita Makasini          | |                     |
| UEFA         | POR Artur Soares Dias     | POR Rui Barbosa POR Paulo Santos Soares    | TUR Abdulkadir Bitgen ESP Guillermo Cuadra Fernández ITA Marco Guida POR Tiago Martins FRA Benoît Millot POL Paweł Raczkowski NED Roi Reinshreiber GER Bibiana Steinhaus |                     |
| UEFA         | ISR Orel Grinfeld         | ISR Roy Hassan ISR Idan Yarkoni            | TUR Abdulkadir Bitgen ESP Guillermo Cuadra Fernández ITA Marco Guida POR Tiago Martins FRA Benoît Millot POL Paweł Raczkowski NED Roi Reinshreiber GER Bibiana Steinhaus |                     |
| UEFA         | SRB Srđan Jovanović       | SRB Uros Stojković SRB Milan Mihajlović    | TUR Abdulkadir Bitgen ESP Guillermo Cuadra Fernández ITA Marco Guida POR Tiago Martins FRA Benoît Millot POL Paweł Raczkowski NED Roi Reinshreiber GER Bibiana Steinhaus |                     |
| UEFA         | BUL Georgi Kabakov        | BUL Martin Margaritov BUL Diyan Valkov     | TUR Abdulkadir Bitgen ESP Guillermo Cuadra Fernández ITA Marco Guida POR Tiago Martins FRA Benoît Millot POL Paweł Raczkowski NED Roi Reinshreiber GER Bibiana Steinhaus |                     |

## Convocações
O torneio masculino nos Jogos Olímpicos conta com restrições de idade: os jogadores devem ter nascido em ou após 1 de janeiro de 1997, com três jogadores maiores de idade permitidos para cada equipe. Cada equipe deve enviar um elenco de 22 jogadores, sendo dois deles goleiros.

## Fase de grupos
|  | Classificados às quartas de final. |

### Grupo A
| Pos. | Seleção       | Pts | J | V | E | D | GP | GC | SG |
| ---- | ------------- | --- | - | - | - | - | -- | -- | -- |
| 1    | Japão         | 9   | 3 | 3 | 0 | 0 | 7  | 1  | +6 |
| 2    | México        | 6   | 3 | 2 | 0 | 1 | 8  | 3  | +5 |
| 3    | França        | 3   | 3 | 1 | 0 | 2 | 5  | 11 | −6 |
| 4    | África do Sul | 0   | 3 | 0 | 0 | 3 | 3  | 8  | −5 |

| 22 de julho | México                                              | 4 – 1     | França            | Estádio de Tóquio, Chofu |
| 17:00       | Vega 47' · Córdova 55' · Antuna 80' · Aguirre 90+1' | Relatório | Gignac 69' (pen.) | Árbitro: AUS Chris Beath |

| 22 de julho | Japão    | 1 – 0     | África do Sul | Estádio de Tóquio, Chofu      |
| 20:00       | Kubo 71' | Relatório |               | Árbitro: VEN Jesús Valenzuela |

| 25 de julho | França                                      | 4 – 3     | África do Sul                            | Estádio Saitama 2002, Saitama |
| 17:00       | Gignac 57', 78', 86' (pen) · Savanier 90+2' | Relatório | Kodisang 53' · Makgopa 73' · Mokoena 82' | Árbitro: PER Kevin Ortega     |

| 25 de julho | Japão                     | 2 – 1     | México       | Estádio Saitama 2002, Saitama  |
| 20:00       | Kubo 6' · Doan 11' (pen.) | Relatório | Alvarado 85' | Árbitro: POR Artur Soares Dias |

| 28 de julho | França | 0 – 4     | Japão                                            | Estádio Internacional de Yokohama, Yokohama |
| 20:30       |        | Relatório | Kubo 27' · Sakai 34' · Miyoshi 70' · Maeda 90+1' | Árbitro: ESA Iván Barton                    |

| 28 de julho | África do Sul | 0 – 3     | México                             | Sapporo Dome, Sapporo       |
| 20:30       |               | Relatório | Vega 18' · Romo 45+1' · Martín 60' | Árbitro: NZL Matthew Conger |

### Grupo B
| Pos. | Seleção       | Pts | J | V | E | D | GP | GC | SG |
| ---- | ------------- | --- | - | - | - | - | -- | -- | -- |
| 1    | Coreia do Sul | 6   | 3 | 2 | 0 | 1 | 10 | 1  | +9 |
| 2    | Nova Zelândia | 4   | 3 | 1 | 1 | 1 | 3  | 3  | 0  |
| 3    | Romênia       | 4   | 3 | 1 | 1 | 1 | 1  | 4  | –3 |
| 4    | Honduras      | 3   | 3 | 1 | 0 | 2 | 3  | 9  | –6 |

| 22 de julho | Nova Zelândia | 1 – 0     | Coreia do Sul | Estádio Kashima, Kashima  |
| 17:00       | Wood 70'      | Relatório |               | Árbitro: RSA Victor Gomes |

| 22 de julho | Honduras | 0 – 1     | Romênia            | Estádio Kashima, Kashima     |
| 20:00       |          | Relatório | Oliva 45+1' (g.c.) | Árbitro: URU Leodán González |

| 25 de julho | Nova Zelândia         | 2 – 3     | Honduras                              | Estádio Kashima, Kashima   |
| 17:00       | Cacace 10' · Wood 49' | Relatório | Palma 45+1' · Obregón 78' · Rivas 87' | Árbitro: ISR Orel Grinfeld |

| 25 de julho | Romênia | 0 – 4     | Coreia do Sul                                                    | Estádio Kashima, Kashima      |
| 20:00       |         | Relatório | Marin 27' (g.c.) · Um Won-sang 59' · Lee Kang-in 84' (pen.), 90' | Árbitro: VEN Jesús Valenzuela |

| 28 de julho | Coreia do Sul                                                                                        | 6 – 0     | Honduras | Estádio Internacional de Yokohama, Yokohama |
| 17:30       | Hwang Ui-jo 12' (pen.), 45+5', 52' (pen.) · Won Du-jae 19' (pen.) · Kim Jin-ya 64' · Lee Kang-in 82' | Relatório |          | Árbitro: BUL Georgi Kabakov                 |

| 28 de julho | Romênia | 0 – 0     | Nova Zelândia | Sapporo Dome, Sapporo     |
| 17:30       |         | Relatório |               | Árbitro: PER Kevin Ortega |

### Grupo C
| Pos. | Seleção   | Pts | J | V | E | D | GP | GC | SG |
| ---- | --------- | --- | - | - | - | - | -- | -- | -- |
| 1    | Espanha   | 5   | 3 | 1 | 2 | 0 | 2  | 1  | +1 |
| 2    | Egito     | 4   | 3 | 1 | 1 | 1 | 2  | 1  | +1 |
| 3    | Argentina | 4   | 3 | 1 | 1 | 1 | 2  | 3  | –1 |
| 4    | Austrália | 3   | 3 | 1 | 0 | 2 | 2  | 3  | –1 |

| 22 de julho | Egito | 0 – 0     | Espanha | Sapporo Dome, Sapporo        |
| 16:30       |       | Relatório |         | Árbitro: JOR Adham Makhadmeh |

| 22 de julho | Argentina | 0 – 2     | Austrália             | Sapporo Dome, Sapporo        |
| 19:30       |           | Relatório | Wales 14' · Tilio 80' | Árbitro: SRB Srđan Jovanović |

| 25 de julho | Egito | 0 – 1     | Argentina  | Sapporo Dome, Sapporo       |
| 16:30       |       | Relatório | Medina 52' | Árbitro: BUL Georgi Kabakov |

| 25 de julho | Austrália | 0 – 1     | Espanha       | Sapporo Dome, Sapporo              |
| 19:30       |           | Relatório | Oyarzabal 81' | Árbitro: ETH Bamlak Tessema Weyesa |

| 28 de julho | Austrália | 0 – 2     | Egito                     | Estádio de Miyagi, Rifu                       |
| 20:00       |           | Relatório | Rayyan 44' · A. Hamdy 85' | Público: 4 471 Árbitro: POR Artur Soares Dias |

| 28 de julho | Espanha    | 1 – 1     | Argentina    | Estádio Saitama 2002, Saitama |
| 20:00       | Merino 66' | Relatório | Belmonte 87' | Árbitro: USA Ismail Elfath    |

### Grupo D
| Pos. | Seleção         | Pts | J | V | E | D | GP | GC | SG |
| ---- | --------------- | --- | - | - | - | - | -- | -- | -- |
| 1    | Brasil          | 7   | 3 | 2 | 1 | 0 | 7  | 3  | +4 |
| 2    | Costa do Marfim | 5   | 3 | 1 | 2 | 0 | 3  | 2  | +1 |
| 3    | Alemanha        | 4   | 3 | 1 | 1 | 1 | 6  | 7  | −1 |
| 4    | Arábia Saudita  | 0   | 3 | 0 | 0 | 3 | 4  | 8  | −4 |

| 22 de julho | Costa do Marfim                 | 2 – 1     | Arábia Saudita | Estádio Internacional de Yokohama, Yokohama |
| 17:30       | Al-Amri 39' (g.c.) · Kessié 66' | Relatório | Al-Dawsari 44' | Árbitro: NZL Matthew Conger                 |

| 22 de julho | Brasil                                    | 4 – 2     | Alemanha             | Estádio Internacional de Yokohama, Yokohama |
| 20:30       | Richarlison 7', 22', 30' · Paulinho 90+5' | Relatório | Amiri 57' · Ache 84' | Árbitro: ESA Iván Barton                    |

| 25 de julho | Brasil | 0 – 0     | Costa do Marfim | Estádio Internacional de Yokohama, Yokohama |
| 17:30       |        | Relatório |                 | Árbitro: USA Ismail Elfath                  |

| 25 de julho | Arábia Saudita    | 2 – 3     | Alemanha                            | Estádio Internacional de Yokohama, Yokohama |
| 20:30       | Al-Najei 30', 50' | Relatório | Amiri 11' · Ache 43' · Uduokhai 75' | Árbitro: RSA Victor Gomes                   |

| 28 de julho | Arábia Saudita | 1 – 3     | Brasil                                     | Estádio Saitama 2002, Saitama      |
| 17:00       | Al-Amri 27'    | Relatório | Matheus Cunha 14' · Richarlison 76', 90+3' | Árbitro: ETH Bamlak Tessema Weyesa |

| 28 de julho | Alemanha  | 1 – 1     | Costa do Marfim     | Estádio de Miyagi, Rifu                     |
| 17:00       | Löwen 73' | Relatório | Henrichs 67' (g.c.) | Público: 4 294 Árbitro: URU Leodán González |

## Fase final
|  | Quartas de final       | Quartas de final      |                        |       | Semifinal           | Semifinal           |  |  | Final                 | Final |
|  |                        |                       |                        |       |                     |                     |  |  |                       |       |
|  | 31 de julho – Yokohama |                       |                        |       |                     |                     |  |  |                       |       |
|  |                        |                       |                        |       |                     |                     |  |  |                       |       |
|  | Coreia do Sul          | 3                     |                        |       |                     |                     |  |  |                       |       |
|  | Coreia do Sul          | 3                     | 3 de agosto – Kashima  |       |                     |                     |  |  |                       |       |
|  | México                 | 6                     |                        |       |                     |                     |  |  |                       |       |
|  | México                 | 6                     | México                 | 0 (1) |                     |                     |  |  |                       |       |
|  | 31 de julho – Saitama  |                       | México                 | 0 (1) |                     |                     |  |  |                       |       |
|  |                        | Brasil (pen)          | 0 (4)                  |       |                     |                     |  |  |                       |       |
|  | Brasil                 | Brasil (pen)          | 0 (4)                  | 1     |                     |                     |  |  |                       |       |
|  | Brasil                 |                       | 7 de agosto – Yokohama | 1     |                     |                     |  |  |                       |       |
|  | Egito                  | 0                     |                        |       |                     |                     |  |  |                       |       |
|  | Egito                  | 0                     | Brasil (pro)           | 2     |                     |                     |  |  |                       |       |
|  | 31 de julho – Kashima  |                       | Brasil (pro)           | 2     |                     |                     |  |  |                       |       |
|  |                        | Espanha               | 1                      |       |                     |                     |  |  |                       |       |
|  | Japão (pen)            | Espanha               | 1                      | 0 (4) |                     |                     |  |  |                       |       |
|  | Japão (pen)            | 3 de agosto – Saitama |                        | 0 (4) |                     |                     |  |  |                       |       |
|  | Nova Zelândia          | 0 (2)                 |                        |       |                     |                     |  |  |                       |       |
|  | Nova Zelândia          | 0 (2)                 | Japão                  | 0     | Disputa pelo bronze | Disputa pelo bronze |  |  |                       |       |
|  | 31 de julho – Rifu     |                       | Japão                  | 0     | Disputa pelo bronze | Disputa pelo bronze |  |  |                       |       |
|  |                        | Espanha (pro)         | 1                      |       |                     |                     |  |  |                       |       |
|  | Espanha (pro)          | Espanha (pro)         | 1                      | 5     | México              | 3                   |  |  |                       |       |
|  | Espanha (pro)          |                       |                        | 5     | México              | 3                   |  |  |                       |       |
|  | Costa do Marfim        | 2                     |                        | Japão | 1                   |                     |  |  |                       |       |
|  | Costa do Marfim        | 2                     |                        |       | 1                   |                     |  |  |                       |       |
|  |                        |                       |                        |       |                     |                     |  |  | 6 de agosto – Saitama |       |
|  |                        |                       |                        |       |                     |                     |  |  |                       |       |

### Quartas de final
| 31 de julho | Espanha                                                   | 5 – 2 (pro) | Costa do Marfim           | Estádio de Miyagi, Rifu                      |
| 17:00       | Olmo 30' · Mir 90+3', 117', 120+1' · Oyarzabal 98' (pen.) | Relatório   | Bailly 10' · Gradel 90+1' | Público: 5 526 Árbitro: VEN Jesús Valenzuela |

| 31 de julho | Japão | 0 – 0 (pro) | Nova Zelândia | Estádio Kashima, Kashima   |
| 18:00       |       | Relatório   |               | Árbitro: USA Ismail Elfath |

|                               |       | Penalidades                |  |
| Ueda Itakura Nakayama Yoshida | 4 – 2 | Wood Cacace Lewis McCowatt |  |

| 31 de julho | Brasil            | 1 – 0     | Egito | Estádio Saitama 2002, Saitama |
| 19:00       | Matheus Cunha 37' | Relatório |       | Árbitro: AUS Chris Beath      |

| 31 de julho | Coreia do Sul                                | 3 – 6     | México                                                             | Estádio Internacional de Yokohama, Yokohama |
| 20:00       | Lee Dong-gyeong 20', 51' · Hwang Ui-jo 90+1' | Relatório | Martín 12', 54' · Romo 30' · Córdova 39' (pen.), 63' · Aguirre 84' | Árbitro: ISR Orel Grinfeld                  |

### Semifinais
| 3 de agosto | México | 0 – 0 (pro) | Brasil | Estádio Kashima, Kashima    |
| 17:00       |        | Relatório   |        | Árbitro: BUL Georgi Kabakov |

|                           |       | Penalidades                                     |  |
| Aguirre Vásquez Rodríguez | 1 – 4 | Daniel Alves Martinelli Bruno Guimarães Reinier |  |

| 3 de agosto | Japão | 0 – 1 (pro) | Espanha      | Estádio Saitama 2002, Saitama |
| 20:00       |       | Relatório   | Asensio 115' | Árbitro: PER Kevin Ortega     |

### Disputa pelo bronze
| 6 de agosto | México                                      | 3 – 1     | Japão      | Estádio Saitama 2002, Saitama      |
| 18:00       | Córdova 13' (pen.) · Vásquez 22' · Vega 58' | Relatório | Mitoma 78' | Árbitro: ETH Bamlak Tessema Weyesa |

### Final
| 7 de agosto | Brasil                            | 2 – 1 (pro) | Espanha       | Estádio Internacional de Yokohama, Yokohama |
| 20:30       | Matheus Cunha 45+2' · Malcom 109' | Relatório   | Oyarzabal 59' | Árbitro: AUS Chris Beath                    |

| Brasil | Espanha |

| G             | 1  | Santos           |     |      |
| LD            | 13 | Daniel Alves     |     |      |
| Z             | 15 | Nino             |     |      |
| Z             | 3  | Diego Carlos     |     |      |
| LE            | 6  | Guilherme Arana  | 20' |      |
| V             | 5  | Douglas Luiz     | 89' |      |
| V             | 8  | Bruno Guimarães  |     |      |
| M             | 11 | Antony           |     | 112' |
| M             | 20 | Claudinho        |     | 106' |
| A             | 9  | Matheus Cunha    | 64' | 91'  |
| A             | 10 | Richarlison      | 31' | 114' |
| Substitutos:  |    |                  |     |      |
| G             | 12 | Brenno           |     |      |
| Z             | 4  | Ricardo Graça    |     |      |
| M             | 2  | Gabriel Menino   |     | 112' |
| M             | 18 | Matheus Henrique |     |      |
| M             | 19 | Reinier          |     | 106' |
| A             | 7  | Paulinho         |     | 114' |
| A             | 17 | Malcom           |     | 91'  |
| Treinador:    |    |                  |     |      |
| André Jardine |    |                  |     |      |

| G                 | 1  | Unai Simón       |        |      |
| LD                | 18 | Óscar Gil        |        | 91'  |
| Z                 | 12 | Eric García      | 27'    |      |
| Z                 | 4  | Pau Torres       |        |      |
| LE                | 3  | Marc Cucurella   |        | 91'  |
| V                 | 6  | Martín Zubimendi |        | 112' |
| M                 | 8  | Mikel Merino     |        | 46'  |
| M                 | 16 | Pedri            |        |      |
| A                 | 7  | Marco Asensio    |        | 46'  |
| A                 | 11 | Mikel Oyarzabal  |        | 104' |
| A                 | 19 | Dani Olmo        |        |      |
| Substitutos:      |    |                  |        |      |
| G                 | 13 | Álvaro Fernández |        |      |
| Z                 | 5  | Jesús Vallejo    |        | 91'  |
| Z                 | 20 | Juan Miranda     |        | 91'  |
| M                 | 14 | Carlos Soler     |        | 46'  |
| M                 | 15 | Jon Moncayola    |        | 112' |
| M                 | 21 | Bryan Gil        | 105+1' | 46'  |
| A                 | 9  | Rafa Mir         |        | 104' |
| Treinador:        |    |                  |        |      |
| Luis de la Fuente |    |                  |        |      |

| Bandeirinhas: Anton Schetinin (Austrália) George Lakrindis (Austrália) Quarto árbitro: Artur Soares Dias (Portugal) Árbitro assistente reserva: Rui Tavares (Portugal) Árbitro de vídeo: Abdulla Al-Marri (Catar) Assistente do árbitro de vídeo: Muhammad Taqi (Singapura) Chris Penso (Estados Unidos) |

## Classificação final

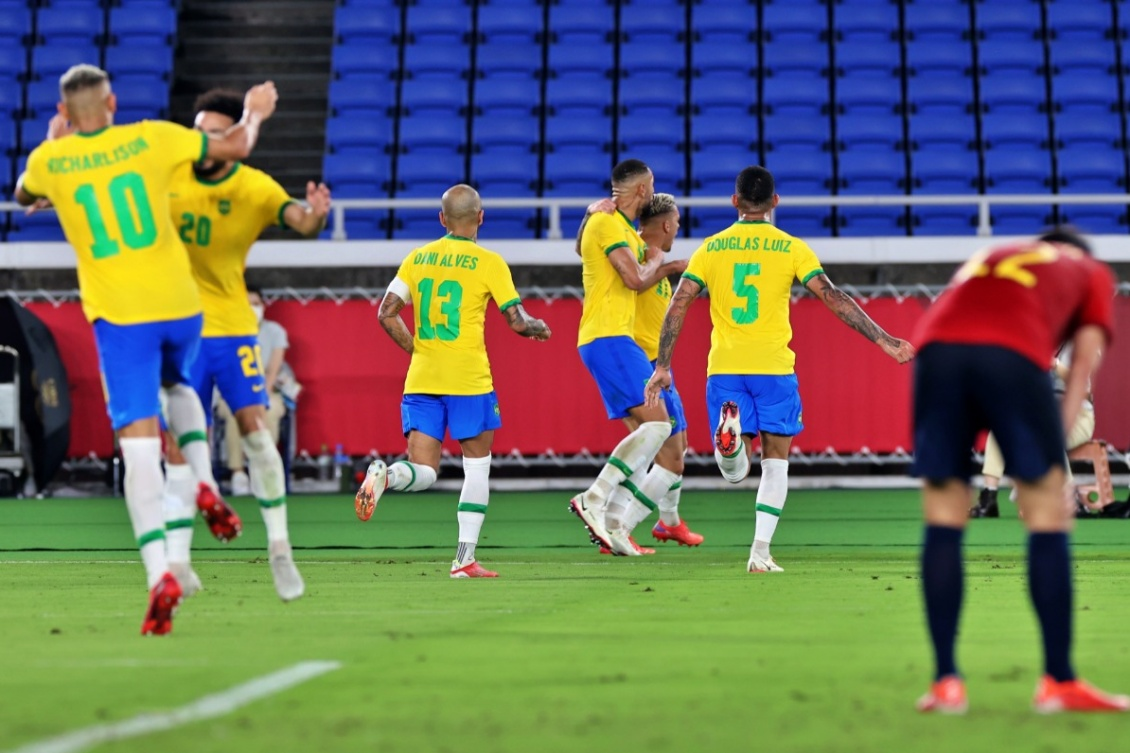
Jogadores do Brasil vibrando após a conquista da medalha de ouro

| Pos.              | Seleção             | Pts | J | V | E | D | GP | GC | SG  |
| ----------------- | ------------------- | --- | - | - | - | - | -- | -- | --- |
| Medalha de ouro   | BRA Brasil          | 14  | 6 | 4 | 2 | 0 | 10 | 4  | +6  |
| Medalha de prata  | ESP Espanha         | 11  | 6 | 3 | 2 | 1 | 9  | 5  | +4  |
| Medalha de bronze | MEX México          | 13  | 6 | 4 | 1 | 1 | 17 | 7  | +10 |
| 4                 | JPN Japão           | 10  | 6 | 3 | 1 | 2 | 8  | 5  | +3  |
| 5                 | KOR Coreia do Sul   | 6   | 4 | 2 | 0 | 2 | 13 | 7  | +6  |
| 6                 | NZL Nova Zelândia   | 5   | 4 | 1 | 2 | 1 | 3  | 3  | 0   |
| 7                 | CIV Costa do Marfim | 5   | 4 | 1 | 2 | 1 | 5  | 7  | −2  |
| 8                 | EGY Egito           | 4   | 4 | 1 | 1 | 2 | 2  | 2  | 0   |
| 9                 | GER Alemanha        | 4   | 3 | 1 | 1 | 1 | 6  | 7  | −1  |
| 10                | ARG Argentina       | 4   | 3 | 1 | 1 | 1 | 2  | 3  | −1  |
| 11                | ROU Romênia         | 4   | 3 | 1 | 1 | 1 | 1  | 4  | −3  |
| 12                | AUS Austrália       | 3   | 3 | 1 | 0 | 2 | 2  | 3  | −1  |
| 13                | FRA França          | 3   | 3 | 1 | 0 | 2 | 5  | 11 | −6  |
| 14                | HON Honduras        | 3   | 3 | 1 | 0 | 2 | 3  | 9  | −6  |
| 15                | KSA Arábia Saudita  | 0   | 3 | 0 | 0 | 3 | 4  | 8  | –4  |
| 16                | RSA África do Sul   | 0   | 3 | 0 | 0 | 3 | 3  | 8  | –5  |

## Artilharia
Um total de 93 gols foram marcados em 32 jogos, resultando numa média de 2,91 gols por jogo.
5 gols (1)
- BRA Richarlison

4 gols (3)
- FRA André-Pierre Gignac
- KOR Hwang Ui-jo
- MEX Sebastián Córdova

3 gols (7)
- BRA Matheus Cunha
- ESP Rafa Mir
- ESP Mikel Oyarzabal
- JPN Takefusa Kubo
- KOR Lee Kang-in
- MEX Alexis Vega
- MEX Henry Martín

2 gols (7)
- GER Nadiem Amiri
- GER Ragnar Ache
- KOR Lee Dong-gyeong
- KSA Sami Al-Najei
- MEX Eduardo Aguirre
- MEX Luis Romo
- NZL Chris Wood

1 gol (37)
- ARG Facundo Medina
- ARG Tomás Belmonte
- AUS Lachlan Wales
- AUS Marco Tilio
- BRA Malcom
- BRA Paulinho
- CIV Eric Bailly
- CIV Franck Kessié
- CIV Max Gradel
- EGY Ahmed Yasser Rayyan
- EGY Amar Hamdy
- ESP Marco Asensio
- ESP Mikel Merino
- ESP Dani Olmo
- FRA Téji Savanier
- GER Eduard Löwen
- GER Felix Uduokhai
- HON Juan Carlos Obregón Jr.
- HON Luis Palma
- HON Rigoberto Rivas
- JPN Daizen Maeda
- JPN Hiroki Sakai
- JPN Kaoru Mitoma
- JPN Koji Miyoshi
- JPN Ritsu Doan
- KOR Kim Jin-ya
- KOR Um Won-sang
- KOR Won Du-jae
- KSA Abdulelah Al-Amri
- KSA Salem Al-Dawsari
- MEX Johan Vásquez
- MEX Roberto Alvarado
- MEX Uriel Antuna
- NZL Liberato Cacace
- RSA Evidence Makgopa
- RSA Kobamelo Kodisang
- RSA Teboho Mokoena

Gols contra (4)
- GER Benjamin Henrichs (para a Costa do Marfim)
- HON Elvin Oliva (para a Romênia)
- KSA Abdulelah Al-Amri (para a Costa do Marfim)
- ROU Marius Marin (para a Coreia do sul)